# Sztuka arktyczna

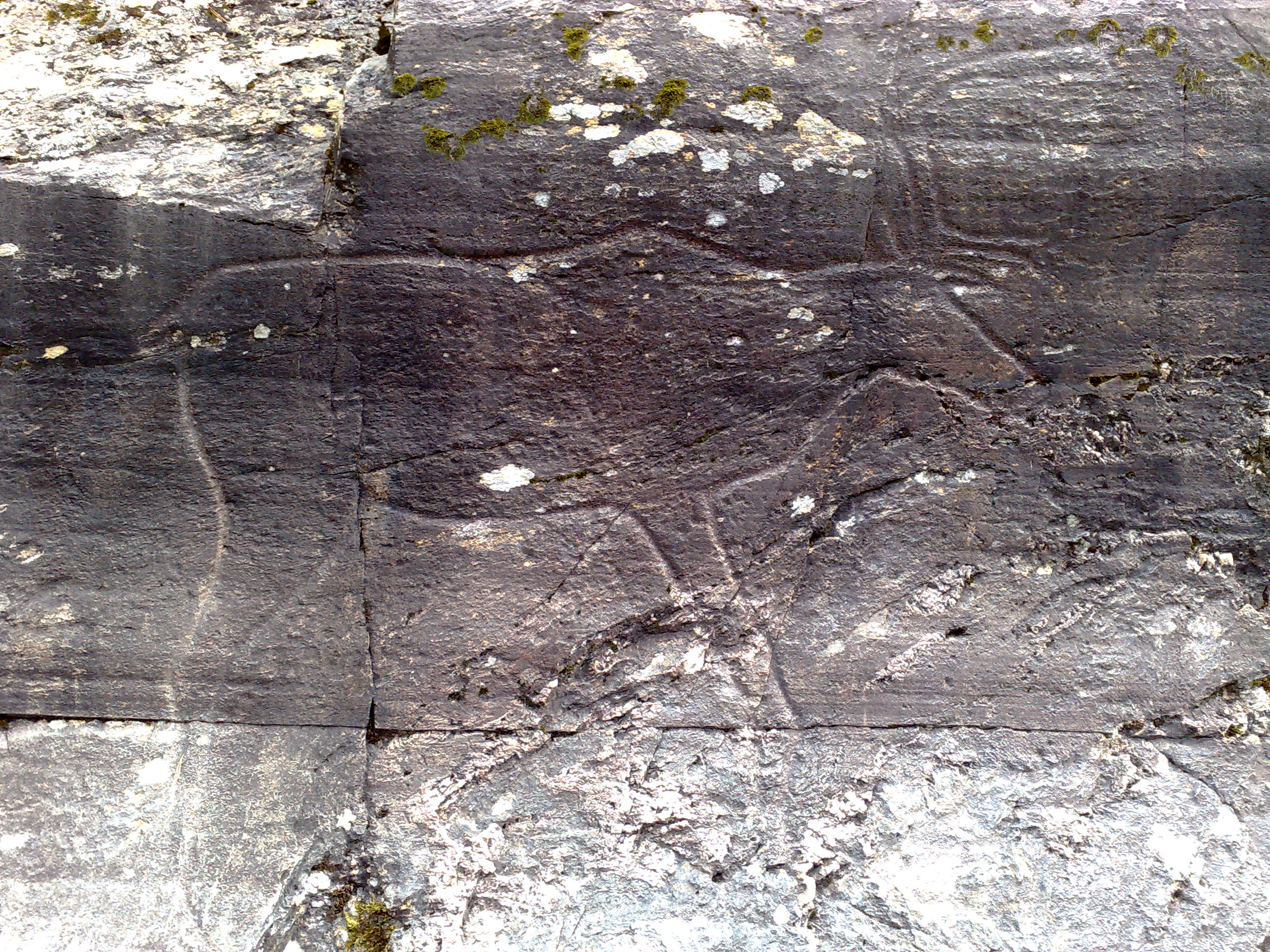
Ryt naskalny w Bølareinen, Norwegia

Sztuka arktyczna – nazwa, odnosząca się do zespołu rytów naskalnych w Skandynawii i północnej Rosji. Po raz pierwszy ryty naskalne odkryto w 1848 roku w pobliżu Onegi. Badania wykazały, że ciągnęły się one aż po wybrzeże Morza Białego. Rysunki były wykonywane przy pomocy ostrych narzędzi metodą piktażu (wykuwanie punktami). Motywami rytów były: sylwetki ludzi (w tym ludzi na nartach), ssaków, ptaków, ryb, gadów, ponadto znaki i łodzie. Do sztuki arktycznej zaliczane są także ryty, występujące w dorzeczu Jeniseju (tzw. ryty syberyjskie).
Dzieła sztuki arktyczna datowane są na okres postglacjalny. Najstarsze ryty z Norwegii pochodzą z ok. 5 tys. lat p.n.e. Datowanie było przeprowadzone na podstawie badań nad rozmieszczeniem rytów w stosunku do zasięgu linii brzegowych. Karelskie petroglify powstały w neolicie. Są datowane na 2 tys. lat p.n.e.
W północnej części Norwegii rysunki o dużych rozmiarach wykonywano metodą rytu na ścianach skalnych bądź na płaskich poziomych blokach kamiennych. Ryty norweskie charakteryzowały się wysokim poziomem realizmu w odróżnieniu od rytów karelskich. Rysunki zwierząt, takich jak łosie, reny, niedźwiedzie czy wieloryby, zostały wykonane metodą zwięzłej kreski i mają wspólne cechy z niektórymi paleolitycznymi dziełami sztuki. W rejonie Bergen ryty były stylizowane. Sylwetki ssaków i gadów niekiedy były pokrywane meandrami i znakami geometrycznymi, przedstawiającymi schemat rozmieszczenia wnętrzności zwierząt.
W epoce brązu, ok. 1,8 tys. lat p.n.e., na południu Skandynawii pojawiły się inne ryty, także przedstawiające sylwetki ludzi, łodzie i broń, jednak nie należące do zespołu rytów sztuki arktycznej. W środkowej Norwegii (m.in. w Bardal) współwystępowały one z rytami sztuki arktycznej.